# Фунтиков, Василий Владимирович
Васи́лий Влади́мирович Фу́нтиков (5 июля 1962, Москва — 27 мая 2025, Москва) — советский и российский актёр кино и театра. Наибольшую известность получил благодаря главной роли в советском четырёхсерийном телевизионном фильме «Каникулы Кроша».

## Биография
Василий Фунтиков родился 5 июля 1962 года в Москве в семье мастера спорта по регби, судьи всесоюзной категории. С детства занимался музыкой — играл на скрипке и аккордеоне.
В 1974 году, по его словам, пробовался на главную роль в фильме «Автомобиль, скрипка и собака Клякса», однако в итоге снялся лишь в одном из эпизодов.
Популярность снискал исполнением роли Кроша (Сергея Крашенинникова) в фильмах по произведениям Анатолия Рыбакова: «Каникулы Кроша» (по мотивам одноимённой повести, переработанной Рыбаковым в киносценарий), «Неизвестный солдат» (также на основе одноимённой повести и сценария Рыбакова) и «Воскресенье, половина седьмого» (по оригинальному сценарию Анатолия Рыбакова).
В 1984 году окончил ВТУ им. Б. В. Щукина (мастерская А. Бурова).
Во время службы в Советской армии в 1984—1986 годах был актёром Театра Советской Армии.
С 1989 года работал в Московском драматическом театре им. А. С. Пушкина. Принимал участие в записи аудиодисков по спектаклям театра.
С 2000 года — член Союза кинематографистов России.
Младший брат — спортсмен и тренер Павел Фунтиков.

## Болезнь и смерть
Около 2005 года получил серьёзную травму, из-за последствий которой спустя несколько лет практически перестал сниматься.
В середине мая 2025 года был госпитализирован с инсультом и вскоре впал в кому.
Умер 27 мая 2025 года на 63-м году жизни в Москве. Похоронен 30 мая в Москве на 199-м участке Хованского кладбища рядом с захоронением своей матери Антонины (01.09.1937 — 26.12.2012).

## Роли в театре
- «Ленинградец» (спектакль Ю. Ерёмина)
- «Осенняя кампания 1799 года» (спектакль Ю. Ерёмина)
- «Рядовые» (спектакль Ю. Ерёмина)
- «Кортик»
- «Нянька» («Матрос Чижик»)

### МДТ им. Пушкина
- «Аленький цветочек» — Баба-Яга
- «Белая цапля»
- «Бесы»
- «Блэз»
- «Новое московское преступление»
- «Сон в летнюю ночь»
- «Я — женщина»

## Фильмография
| Год  |     | Название                                     | Роль |
| ---- | --- | -------------------------------------------- | --- |
| 1974 | ф   | Охотник за браконьерами                      | Вася, школьник |
| 1979 | тф  | Камертон                                     | Сашка Ганушкин |
| 1980 | тф  | Каникулы Кроша                               | Сергей Крашенинников (Крош) |
| 1981 | ф   | В последнюю очередь                          | Алик (Алька, Александр), друг детства Александра Смирнова                                                                      |
| 1983 | ф   | Аукцион                                      | Андрей Ермаков (в юности) |
| 1984 | тф  | Неизвестный солдат                           | Сергей Крашенинников (Крош) |
| 1986 | ф   | Зонтик для новобрачных                       | инспектор ГАИ |
| 1986 | ф   | Отставший от строя                           | солдат-нарушитель дисциплины                                                                                                   |
| 1986 | ф   | Я сделал всё, что мог                        | Гена Жилин |
| 1987 | ф   | Борис Годунов                                | горожанин |
| 1987 | тсп | Статья                                       | строитель |
| 1988 | тф  | Воскресенье, половина седьмого               | Сергей Владимирович Крашенинников (Крош), студент 4-го курса юрфака МГУ, следователь-стажёр районной прокуратуры города Москвы |
| 1988 | ф   | Презумпция невиновности                      | Михаил Совчи, анестезиолог, вынужденный лжемилиционер, «товарищ лейтенант»                                                     |
| 1989 | тф  | Под куполом цирка                            | Кузиков, старший лейтенант милиции                                                                                             |
| 1989 | тф  | Следствие ведут знатоки. Дело № 22. Мафия    | Мордвинов-младший |
| 1990 | ф   | Исход                                        | следователь |
| 1990 | ф   | Сестрички Либерти                            | Куцый |
| 1992 | ф   | Овен                                         | Имя персонажа не указано |
| 1994 | ф   | Будулай, которого не ждут                    | следователь |
| 2000 | ф   | Я вам больше не верю                         | бомж |
| 2003 | с   | Лучший город Земли                           | эпизод |
| 2005 | с   | МУР есть МУР                                 | Иван Фролович Бармин |
| 2005 | с   | Бальзаковский возраст, или Все мужики сво… 2 | Николай, кандидат в фиктивные мужья                                                                                            |
| 2005 | с   | Адвокат (серия № 3 «Ложь»)                   | Олег Сизов, актёр театра, муж Галины                                                                                           |
| 2006 | с   | Герой нашего времени                         | Ермолов, сумасшедший |
| 2008 | с   | Глухарь                                      | Сергей Иванович, полковник |
| 2009 | с   | Цыганки                                      | эпизод |
| 2012 | с   | Инспектор Купер                              | Вячеслав Андреевич |
| 2019 | с   | Перелётные птицы                             | осведомитель |